# Gare de Zmiïv
La gare de Zmiïv (en ukrainien : Зміїв (станція)) est une gare ferroviaire située dans la ville de Zmiïv en Ukraine.

## Histoire
La première gare date de 1911. 
Elle est classée au registre national des monuments d'Ukraine sous le N° : 63-217-0001.

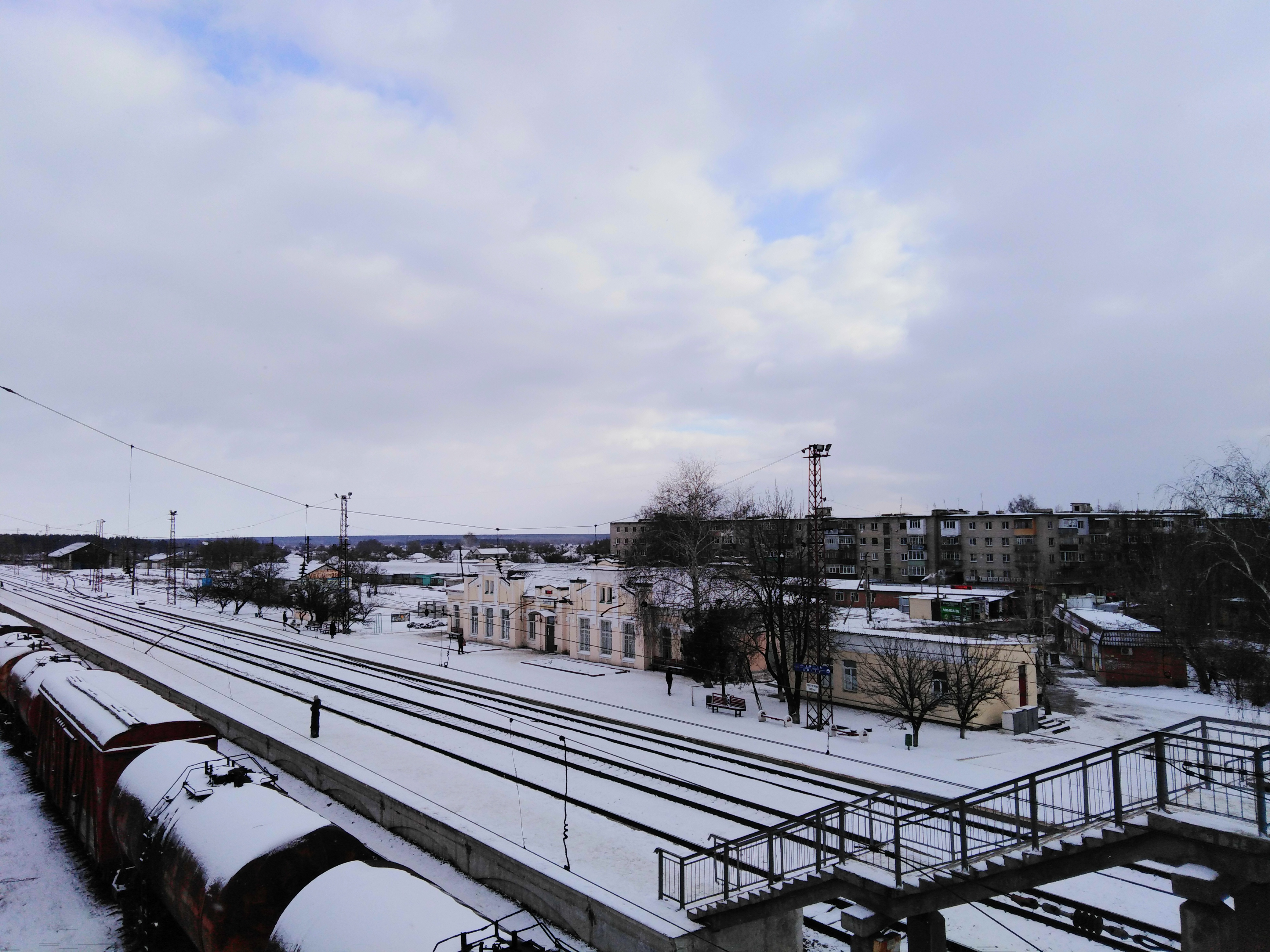
Ses voies.